# Abby Wilde

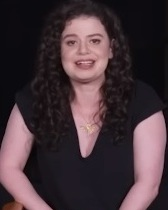
Abby Wilde, 2023

Abby Wilde (* 25. Februar 1989 in San Francisco, Kalifornien als Abigail Miriam Dauermann) ist eine US-amerikanische Schauspielerin und Sängerin, die erstmals als Stacy Dillsen (Zoey 101) bekannt wurde.

## Leben
Abby Wilde wurde am 25. Februar 1989 als Abigail Miriam Dauermann geboren. Im Alter von sechs Jahren begann sie mit der Schauspielerei und spielte in Theaterstücken und Musicals mit, bis ihr mit der Fernsehserie Zoey 101 im Jahr 2006 der Durchbruch mit der Rolle als Stacey Dillsen gelang. In dieser Rolle hatte sie später auch Gastauftritte in den Serien iCarly und Sam & Cat.

## Filmografie
- 2006–2008: Zoey 101 (Fernsehserie) als Stacey Dillsen
- 2008: Family of Four als Kimberly Baker
- 2009–2011: iCarly (Fernsehserie, 5 Folgen) als Stacey Dillsen
- 2013: Sam & Cat (Fernsehserie, Folge 1x20) als Stacey Dillsen
- 2023: Zoey 102 als Stacey Dillsen